# Samana Cay
Samana Cay ist eine zu den östlichen Bahamas gehörende Insel im Atlantik. Sie ist etwa 16 Kilometer lang und bis zu drei Kilometer breit. 1986 verschaffte die National Geographic Society der Insel Aufmerksamkeit mit der These, Christoph Kolumbus habe am 12. Oktober 1492 hier und nicht auf der heute so genannten Insel San Salvador erstmals den Boden der Neuen Welt betreten. Diese These wurde jedoch wieder verworfen, nachdem computergestützte Modelle unter Berücksichtigung der Meeresströmungen eine Landeposition 24 km südlich von San Salvador ergeben hatten.
Cayo Samaná war in der ersten Hälfte des 20. Jahrhunderts durchgängig bewohnt. Die Ruinen dieser Siedlung sind auf einem Teil der Insel noch heute sichtbar (am westlichen Inselende). Die Insel ist heute unbewohnt, wird jedoch gelegentlich von Bewohnern der Nachbarinsel Acklins aufgesucht, um Rinde des Kaskarillabaums zu sammeln, die für die Herstellung des italienischen Likörs Campari Verwendung findet.
Siehe auch: Guanahani